# Voskovičkotvaré
Voskovičkotvaré (Helotiales) je řád vřeckovýtrusných hub ze třídy Leotiomycetes.

## Charakteristika
Pro voskovičkotvaré je charakteristická častá přítomnost anamorfy, nepohlavní rozmnožování typicky zprostředkovávají blastické konidie. U řady druhů však klíčovou roli v rozmnožování zastává pohlavní teleomorfa, přičemž samčí anteridia jsou v pohlavním procesu většinou nahrazena samčími gametami – spermáciemi. Plodnice jsou zejména typu apotécium, mohou být různého tvaru, např. plochá nebo miskovitá, a často živých barev. Jak již jméno napovídá, mohou mít voskovitou konzistenci. Někdy vyrůstají z krátkých i delších stopek. Vznikají askohymeniálně, základ plodnice je tedy určen místem oplození. Vřecka jsou válcovitá, jednovrstevná a bez víčka (s pórem). Askospory bývají jednobuněčné i vícebuněčné, typicky v počtu osmi kusů kanonickém pro vřeckovýtrusé.
Do řádu voskovičkotvarých se k roku 2024 řadí následující čeledi: Amorphothecaceae, Arachnopezizaceae, Ascocorticiaceae, Ascodichaenaceae, Bryoglossaceae, Calloriaceae, Cenangiaceae, Chlorociboriaceae, Chlorospleniaceae, Chrysodiscaceae, Cordieritidaceae, Cyttariaceae, Dermateaceae, Discinellaceae, Drepanopezizaceae, Erysiphaceae, Gelatinodiscaceae, Godroniaceae, Hamatocanthoscyphaceae, Helotiaceae, Heterosphaeriaceae, Hyaloscyphaceae, Hyphodiscaceae, Lachnaceae, Leptodontidiaceae, Medeolariaceae, Mitrulaceae, Mollisiaceae, Myxotrichaceae, Neodictyocheirosporaceae, Neolauriomycetaceae, Patellariopsidaceae, Pezizellaceae, Pleuroascaceae, Pyrenopezizaceae, Rutstroemiaceae, Sclerotiniaceae, Solenopeziaceae, Tricladiaceae, Vandijckellaceae, Vibrisseaceae. V tomto seznamu nejsou zahrnuty rody incertae sedis. Výše uvedený přehled čeledí klasifikuje jako vnitřní skupinu voskovičkotvarých rovněž padlí, tradičně samostatný řád vřeckovýtrusých Erysiphales, jenž zahrnuje morfologicky i ekologicky specifické parazity cévnatých rostlin.

## Ekologie
Ze saprotrofních voskovičkotvarých lze jmenovat například rod patyčka (Leotia), hojný zejména v mechových podrostech listnatých i jehličnatých lesů. Na mrtvém dřevě listnatých stromů roste např. čihovitka masová (Ascocoryne sarcoides), z dalších dřevních saprotrofů lze jmenovat např. klihatku černou (Bulgaria inquinans), hojnou zvláště na čerstvě poražených dubech. Na různých tlejících částech rostlin se objevuje rod voskovička (Hymenoscyphus). Zástupci rodu Ciboria často vyrůstají na spadlých jehnědách, které „mumifikují“. Ekologický trend vazby na vlhká stanoviště demonstrují ve středoevropských podmínkách např. míhavka vodní (Vibrissea truncorum) či vodnička potoční (Cudoniella clavus), které vyrůstají na rostlinných zbytcích ve vodě.
Voskovičkotvaré zahrnují řadu specializovaných rostlinných parazitů, které navíc v novějších systémech rozšiřuje i v mnoha ohledech jedinečné padlí. Z ekonomicky významných rostlinných patogenů lze zmínit např. pakustřebku rybízovou (Drepanopeziza ribis), která napadá větve rybízu a její anamorfa Gloeosporidiella ribis pak rybízové listy. Patogenní projevy této houby se označují jako antraknóza rybízu. Plíseň šedá (Botryotinia fuckeliana, resp. její anamorfa Botrytis cinerea) působí škody na různých plodinách, ve vinařství je však pokládána za ušlechtilou plíseň, poněvadž zvyšuje cukernatost hroznů, z nichž se pak vyrábějí tzv. botrytická vína. Hlízenky rodu Monilinia představují původce moniliové hniloby jádrovin. Vysoce škodlivým invazním druhem původem z Asie je voskovička Hymenoscyphus fraxineus, původce nekrózy jasanu, který má navíc tendence v invadovaných oblastech vytlačovat původní neškodné saprotrofy (v tomto případě H. albidus). U některých voskovičkotvarých hub byl naopak zaznamenán ekologický vztah s rostlinami prostřednictvím erikoidní mykorhizy nebo ektomykorhizy, stejně jako mykorhizám podobné vztahy.

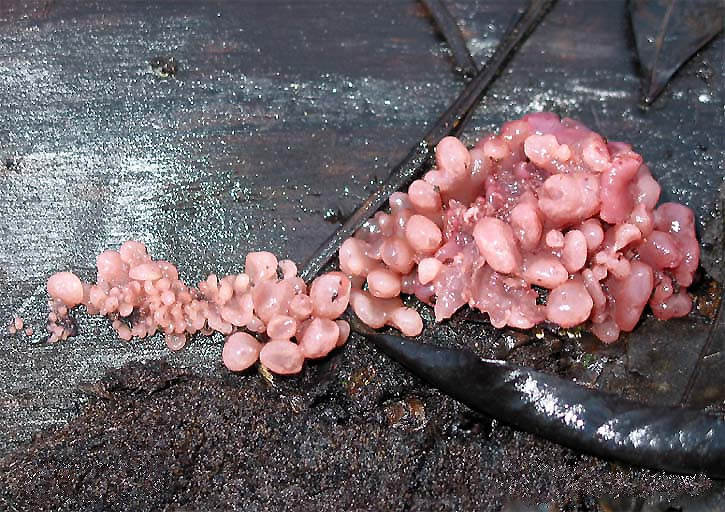
Ascocoryne sarcoides
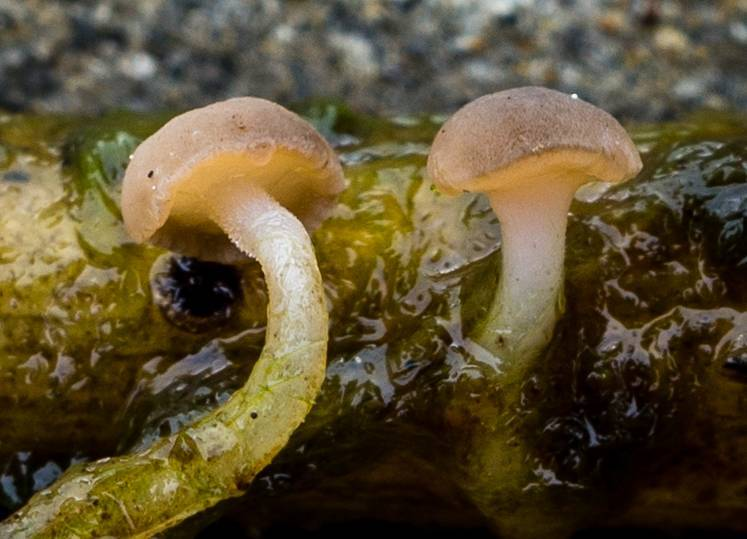
Cudoniella clavus
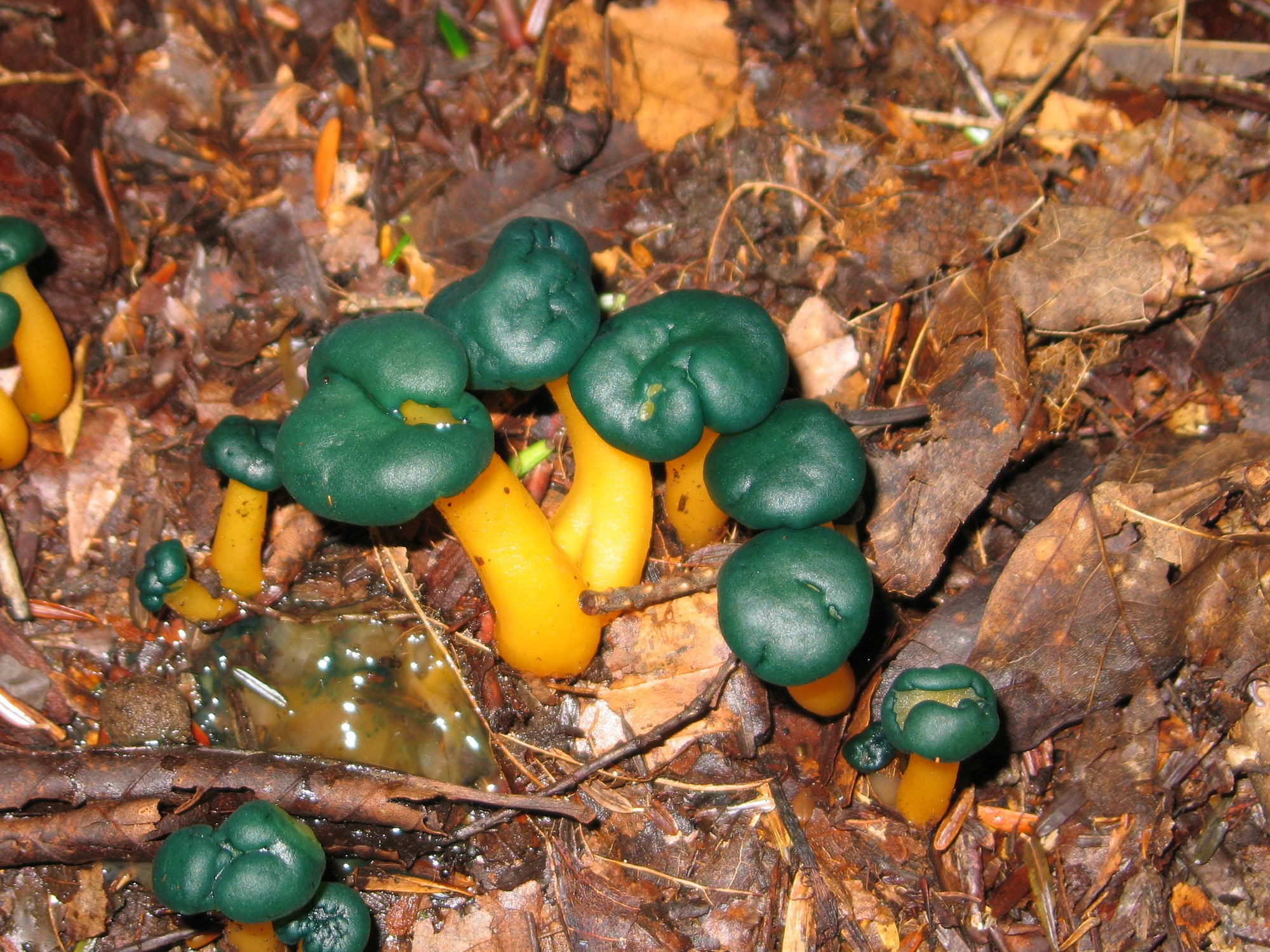
Leotia viscosa
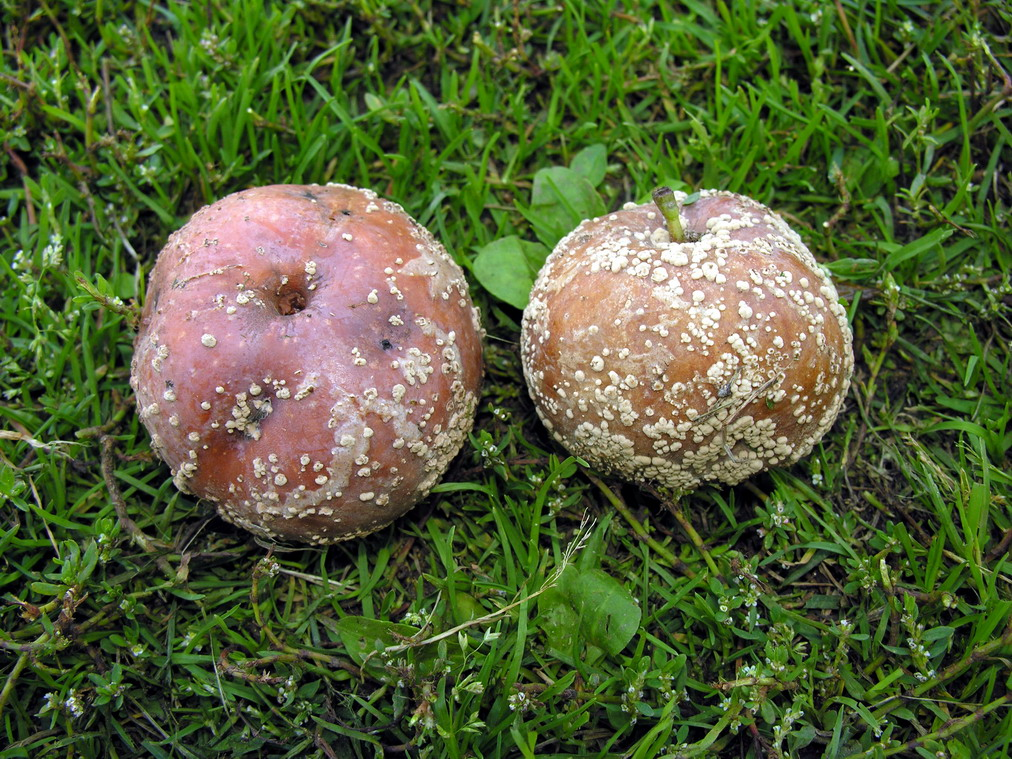
Monilia fructigena
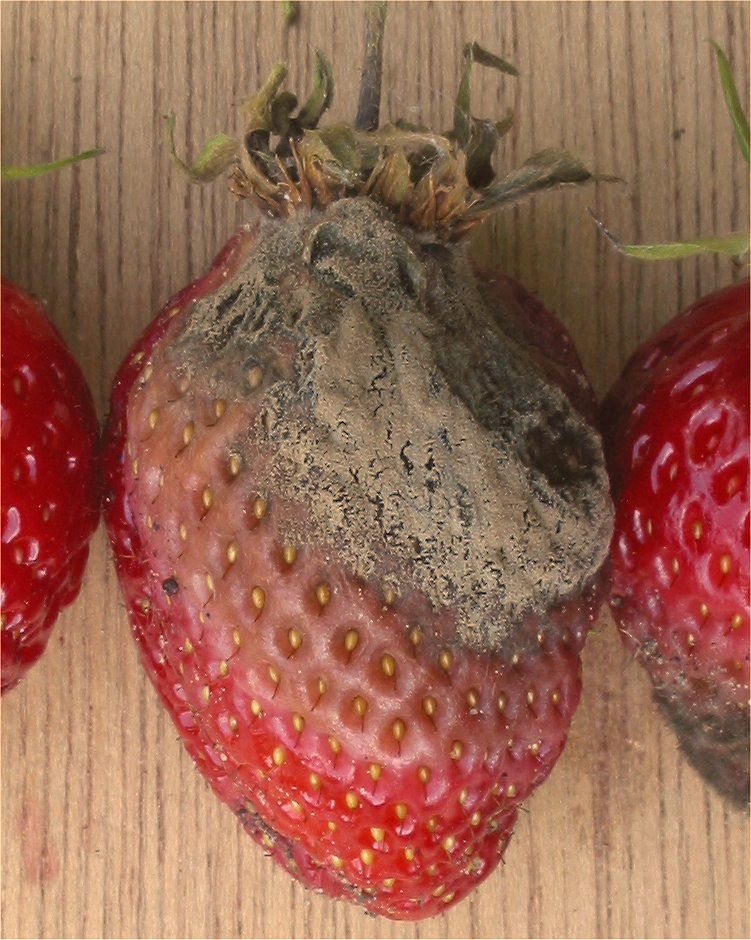
Botrytis cinerea